# Radio F.R.E.I.
Radio F.R.E.I. (Freier Rundfunk Erfurt International) est une radio associative allemande d'Erfurt.

## Histoire
Radio F.R.E.I. est l'une des premières radios libres et associatives qui apparaissent durant l'été 1990 après la dissolution de la RDA. Elle émet le 29 septembre 1990. En raison de l'absence de dispositions légales, elle est alors comme une radio pirate.
Le 28 mai 1999, la radio reçoit une licence d'émettre 74 heures par semaine jusqu'en mai 2015. En juin 2015, Radio F.R.E.I. émet du lundi au vendredi de 6 heures du matin à 1 heure du matin et le samedi et dimanche toute la journée.
Entre janvier 2012 et décembre 2021, Radio F.R.E.I. diffusa une émission en espérantoet depuis juillet 2015, une émission en latin.

### Source de la traduction
- (de) Cet article est partiellement ou en totalité issu de l’article de Wikipédia en allemand intitulé « Radio F.R.E.I. » (voir la liste des auteurs).